# Макс Б'яджі
Максиміліано «Макс» Б'яджі (італ. Massimiliano «Max» Biaggi; народився 26 червня 1971, Рим, Італія) — колишній італійський мотогонщик, чотириразовий чемпіон світу з шосейно-кільцеві мотоперегонів серії MotoGP в класі 250сс (1994–1997) та дворазовий серії WSBK (2010, 2012).
Макс є лише одним із двох гонщиків, кому вдалось виграти 4 чемпіонати світу в класі 250cc (разом із Філом Рідом).
Спортивні прізвиська 'il Corsaro' — італ. корсар та 'the Roman Emperor' — англ. римський імператор

## Біографія
З дитинства Макс більше цікавився футболом, тому професійну кар'єру мотогонщика почав аж у 18 років. Крім того, Б'яджі не мав серйозної підтримки з боку батька, а його мати померла, коли він був зовсім маленьким. Спочатку італійцеві доводилося багато підробляти, щоб обслуговувати мотоцикл, купувати екіпірування тощо. Зрештою, Макс Бьяджі пройшов весь шлях з самих низів і домігся видатних досягнень.
Виступав у різноманітних командах на мотоциклах марок Aprilia, Honda, Yamaha та Suzuki. В класі 500сс в MotoGP довгого часу гостро конкурував за перше місце з Валентіно Россі. Боротьба за лідерство під час кількох гонок часом проходила не в цілком джентльменській манірі з боку Б'яджі — кілька раз він виставляв лікоть або коліно, щоб не дати себе обійти. Інколи «з'ясування стосунків» траплялися і поза гоночною трасою. Одного разу Бьяджі з'явився на змагання з помітною червоною плямою під лівим оком. Телеведучій доповів, що напередодні Макс посперечався з Россі в одному з барів і Валентіно довів, що він і як боксер є непоганим. Опиняючись одночасно на п'єдесталі пошани поряд з Россі, вони не подавали руки один одному. Але, зрештою, вони помирилися.
З вересня 2008 Б'яджі підписав дворічний контракт з фабричною командою «Aprilia Racing» у світовому чемпіонаті серії Superbike. На цьому мотоциклі 8 травня 2010 під час тренувального заїзду на треку в Монці Макс Б'яджі встановив новий світовий рекорд швидкості для серійних мотоциклів у серії Superbike — 326,9 км/год. Рекорд протримався два роки. В 2012 його перевищили Мішель Фабріціо на BMW S1000 RR, та Том Сайкс на Kawasaki ZX10R довів його до 339,4 км/год. Том Сайкс скористався «вітровою тінню» Макса Б'яджі, який їхав попереду на своєму «Aprilia», вискочивши в нього з-за спини наприкінці довгої прямої перед віражем.
Останнім часом мешкає у Монако та США.
У 2013 році вийшла автобіографічна книга про Макса під назвою «Oltre-Nelle pieghe della mia Vita» (італ. На межі — в поворотах мого життя).
У середині 2014 року Б'яджі співпрацював із гоночною командою «Aprilia Racing», взявши участь у серії тестів мотоциклу ART, який команда використовує для участі у гонках класу MotoGP. В кінці року з'явились чутки, що «Імператор» готується разом з «Aprilia Racing» запустити команду для участі у класі Moto2.

## Статистика кар'єри

### MotoGP

#### В розрізі сезонів
| Сезон  | Клас   | Команда              | Мотоцикл       | Гонки | Пер | Под | ПП | НК | Очки | Місце |
| ------ | ------ | -------------------- | -------------- | ----- | --- | --- | -- | -- | ---- | ----- |
| 1991   | 250cc  |                      | Aprilia RSV250 | 4     | 0   | 0   | 0  | 0  | 7    | 27    |
| 1992   | 250cc  | Telkor Valesi Racing | Aprilia RSV250 | 12    | 1   | 5   | 4  | 1  | 78   | 5     |
| 1993   | 250cc  | Rothmans Kanemoto    | Honda NSR250   | 14    | 1   | 5   | 2  | 1  | 142  | 4     |
| 1994   | 250cc  | Chesterfield Aprilia | Aprilia RSV250 | 14    | 5   | 10  | 7  | 8  | 234  | 1     |
| 1995   | 250cc  | Chesterfield Aprilia | Aprilia RSV250 | 13    | 8   | 12  | 9  | 7  | 283  | 1     |
| 1996   | 250cc  | Chesterfield Aprilia | Aprilia RSV250 | 15    | 9   | 11  | 8  | 9  | 274  | 1     |
| 1997   | 250cc  | Marlboro Kanemoto    | Honda NSR250   | 15    | 5   | 10  | 3  | 2  | 250  | 1     |
| 1998   | 500cc  | Marlboro Kanemoto    | Honda NSR500   | 14    | 2   | 8   | 2  | 2  | 208  | 2     |
| 1999   | 500cc  | Marlboro Yamaha      | Yamaha YZR500  | 16    | 1   | 7   | 1  | 1  | 194  | 4     |
| 2000   | 500cc  | Marlboro Yamaha      | Yamaha YZR500  | 16    | 2   | 4   | 5  | 3  | 170  | 3     |
| 2001   | 500cc  | Marlboro Yamaha      | Yamaha YZR500  | 16    | 3   | 9   | 7  | 2  | 219  | 2     |
| 2002   | MotoGP | Marlboro Yamaha      | Yamaha YZR-M1  | 16    | 2   | 8   | 4  | 1  | 215  | 2     |
| 2003   | MotoGP | Camel Pramac Pons    | Honda RC211V   | 16    | 2   | 9   | 3  | 1  | 228  | 3     |
| 2004   | MotoGP | Camel Honda          | Honda RC211V   | 16    | 1   | 9   | 1  | 3  | 217  | 3     |
| 2005   | MotoGP | Repsol Honda         | Honda RC211V   | 17    | 0   | 4   | 0  | 1  | 173  | 5     |
| Всього | Всього | Всього               | Всього         | 214   | 42  | 111 | 56 | 42 | 2892 |       |

### WSBK

#### В розрізі сезонів
| Сезон  | Клас   | Команда                 | Мотоцикл         | Гонки | Пер | Под | ПП | НК | Очки | Місце |
| ------ | ------ | ----------------------- | ---------------- | ----- | --- | --- | -- | -- | ---- | ----- |
| 2007   | SBK    | Alstare Suzuki          | Suzuki GSX-R1000 | 25    | 3   | 17  | 0  | 5  | 397  | 3     |
| 2008   | SBK    | Sterilgarda Go Eleven   | Ducati 1098 RS   | 28    | 0   | 7   | 0  | 1  | 238  | 7     |
| 2009   | SBK    | Aprilia Racing          | Aprilia RSV4     | 28    | 1   | 9   | 0  | 1  | 319  | 4     |
| 2010   | SBK    | Aprilia Alitalia Racing | Aprilia RSV4     | 26    | 10  | 14  | 2  | 2  | 451  | 1     |
| 2011   | SBK    | Aprilia Alitalia Racing | Aprilia RSV4     | 21    | 2   | 12  | 2  | 5  | 303  | 3     |
| 2012   | SBK    | Aprilia Racing          | Aprilia RSV4     | 27    | 5   | 11  | 1  | 5  | 358  | 1     |
| Всього | Всього | Всього                  | Всього           | 155   | 21  | 70  | 5  | 19 | 2066 |       |